# 하나키집박쥐
하나키집박쥐(Pipistrellus hanaki)는 애기박쥐과에 속하는 박쥐의 일종이다. 리비아의 토착종이다.

## 특징
작은 크기의 박쥐로 머리부터 몸까지 길이가 41mm와 49mm 사이이고, 전완장은 31mm와 33mm 사이이다. 꼬리 길이는 32~39mm, 귀 길이는 10~13mm, 몸무게는 최대 7g이다.